# Chénas
Chénas é uma comuna francesa na região administrativa de Auvérnia-Ródano-Alpes, no departamento de Ródano. Estende-se por uma área de 8,18 km². Em 2010 a comuna tinha 557 habitantes (densidade: 68,1 hab./km²).